# Avstrijska spominska služba

## Spominska služba
Nosilci:
- Društvo Spominsko delo (Gedenkdienst)
- "Niemals Vergessen"(„Nikoli pozabiti“)
- Civilna služna v tujini (Auslandsdienst)

Avstrijska spominska služba (Österreichischer Gedenkdienst) ponuja možnost, devetmesečno obvezno civilno službo, nadomestiti z 12 mesečnim delom v tujini. Avstrijska spominska služba je del društva "Avstrijska zamejna služba" (Österreichischer Auslandsdienst), ki je bilo ustanovljeno leta 1998 od Dr. Andreasa Maislingerja.
Trenutno pošiljajo tri društva – vsa na Dunaju – avstrijske spominske delavce v tujino:  
- Društvo „Spominska služba“  (Verein Gedenkdienst)
- Društvo „Niemals Vergessen“ ( prevod: „Nikoli pozabit“)
- Avstrijska civilna služba v tujini (Österreichische Auslandsdienst)

## Društvo „Spominska služba“ (Verein Gedenkdienst)
Društvo „Spominska služba“ je po lastnih podatkih  „politično neodvisna, nadkonfesionalna organizacija, ki pomaga pri pojasnevalnem delu o holokavstu, njegovih vzrokih in posledicah. Vloga Avstrijk in Avstrijcev kot storilci, žrtve in opazovalci, jih še posebno zanima. Društvo skrbi za izbiro in oskrbo civilnikov, ki se lahko prijavijo za eno izmed 20ih delovnih mest v tujini, pred, med in po njihovem delu. Tudi ženske imajo možnost kot prostovoljke opraviti enoletno spominsko delo v okviru „Evropejske prostovoljne službe“(European Voluntary Service, EVS).

## Društvo „Niemals Vergessen“
Društvo Niemals Vergessen ponuja delovno mesto na 19ih spominskih mestih v Nemčiji in na Poljskem. Vredno omeniti je, da poteka delo zelo nekomplicirano in ni, v nasprotju z drugimi organizacijami, tako prenapolnjen. Društvo „Niemals Vergessen“ je aktiven na področju dela z mladino, proti pozabi in je soblikovalec „Hermann Langbeinovega simpozija – Ideologija in resnica nacionalnegasocializma“, ki je bil prvič prirejen pred več kot 10imi leti.

## Avstrijska civilna služba v tujini
Avstrijska civilna služba v tujini se odlikuje z veliko samostojno iniciativo delavcev in ponuja tudi možnost, lastne ustanove civilnega dela, kar je veliko dela za civilnika, časovno kot naporno, vendar pripomore k samostojnosti posameznika. Avstrijska civilna služba v tujini  vodi med drugimi tudi program Avstrijske spominske službe (Österreichischer Gedenkdienst), preko katerega lahko opravlja civilnik spominsko delo. Dodatno pošilja društvo  sodelavce, v obliki socialne in mirovne službe, po celem svetu.

## Delovna mesta
Argentina
- Buenos Aires - Asociación Filantrópica Israelita (AFI) - Hogar Adolfo Hirsch (San Miguel)
- Buenos Aires - Fundación Memoria del Holocausto

 Avstralija
- Melbourne - Jewish Holocaust Museum and Research Centre
- Melbourne - Jewish Museum of Australia

 Belgija
- Brüssel - Brüssel Fondation Auschwitz Arhivirano 2007-12-04 na Wayback Machine.

 Brazilija
- Petrópolis - Casa Stefan Zweig

 Bulgarija
- Sofija - Schalom – Skupščina Judov v Bulgariji

 Ljudska republika Kitajska
- Harbin (načrtovano)
- Nanking (načrtovano)
- Shanghai - Center of Jewish Studies

 Nemčija
- Berlin - Anne Frank Zentrum
- Berlin - Deutsch-Russisches Museum Berlin-Karlshorst
- Berlin - Gedenkstätte Deutscher Widerstand
- Berlin - Haus der Wannsee-Konferenz
- Berlin - Jüdisches Museum Berlin
- Berlin - "Neue Synagoge Berlin - Centrum Judaicum"
- Berlin - Ökumenisches Gedenkzentrum Plötzensee
- Berlin - Stiftung Topographie des Terrors
- Bernburg (Saale) - Gedenkstätte für Opfer der NS-"Euthanasie" Arhivirano 2008-04-15 na Wayback Machine.
- Dachau - KZ-Gedenkstätte Dachau
- Fürstenberg/Havel - KZ-Gedenkstätte Ravensbrück
- Hadamar - Gedenkstätte für Opfer der NS-"Euthanasie"
- Halle an der Saale - Gedenkstätte Roter Ochse (načrtovano)
- Hamburg - KZ-Gedenkstätte Neuengamme
- Lohheide - Gedenkstätte Bergen - Belsen
- Moringen - KZ-Gedenkstätte im Torhaus Moringen
- Nordhausen - KZ-Gedenkstätte Mittelbau-Dora
- Oranienburg - Gedenkstätte und Museum Sachsenhausen Arhivirano 2007-09-28 na Wayback Machine.
- Pirna - Gedenkstätte Pirna Sonnenstein
- Weimar - KZ-Gedenkstätte Buchenwald

 Anglija
- London - Institute of Contempory History and Wiener Library
- London - London Jewish Cultural Centre Arhivirano 2000-12-06 na Wayback Machine.
- London - The National Yad Vashem Charitable Trust

 Francija
- Oradour-sur-Glane - Centre de la Mémoire d´Oradour
- Pariz - La Fondation pour la Mémoire de la Déportation
- Pariz - Maison de la Culture Yiddish / Bibliothèque Medem
- Pariz - Alliance Israélite Universelle

 Izrael
- Jerusalem - Yad Vashem
- Akko - Beth Lohame Haghetaot/Ghetto Fighters' House
- Tel Aviv - Anita Mueller Cohen Elternheim

 Italija
- Como - Istituto di Storia Contemporanea "Pier Amato Perretta"(ISC)
- Mailand - Centro Di Documentazione Ebraica Contemporanea
- Marzabotto - Scuola Di Pace Di Monte Sole
- Prato - Museo della Deportazione Arhivirano 2020-07-06 na Wayback Machine.

 Kanada
- Montreal - Holocaust Memorial Centre
- Montreal - Kleinmann Family Foundation
- Toronto - Hillel Canada and UJA Federation´s Holocaust Centre/ http://holocaustcentre.com

 Litva
- Vilnius - Jüdisches Museum

 Nizozemska
- Amsterdam - Anne Frank Stichting
- Amsterdam - UNITED for intercultural action Arhivirano 2011-03-22 na Wayback Machine.

 Norveška
- Oslo - Jodisk Aldersbolig

 Polska
- Goczalków - KZ-Gedenkstätte Groß Rosen
- Lublin - KZ-Gedenkstätte Majdanek
- Krakau - [www.galiciajewishmuseum.org/ Galicia Jewish Museum]
- Krakau - Zentrum für Jüdische Kultur
- Oświęcim - Auschwitz Jewish Center
- Oświęcim - Internationale Jugendbegegungsstätte Auschwitz
- Oświęcim - Museum Auschwitz-Birkenau
- Stutthof - KZ-Gedenkstätte Stutthof
- Warschau - Jüdisches Historisches Institut

 Rusija
- Moskau - Wissenschaftliches Zentrum „Holocaust“

 Slovenija
- Ljubljana - Muzej novejše zgodovine Slovenije

 Češka
- Prag - Institut Theresienstädter Initiative Arhivirano 2011-07-05 na Wayback Machine.
- Prag - Jüdische Gemeinde Prag
- Theresienstadt - Jugendbegegnungsstätte Theresienstadt Arhivirano 2008-02-05 na Wayback Machine.

 Ukraina
- Kiew - Jewish Foundation of Ukraine

 Madžarska
- Budapest - Europäisches Zentrum für die Rechte der Roma Arhivirano 2008-09-13 na Wayback Machine.
- Budapest - Ungarische Auschwitz Stiftung

 ZDA
- Detroit - Holocaust Memorial Center
- Houston - Holocaust Museum Houston
- Los Angeles - Los Angeles Museum of the Holocaust
- Los Angeles - Simon Wiesenthal Center
- Los Angeles - Survivors of the Shoah Visual History Foundation
- New York - Leo Baeck Institute
- New York - Museum of Jewish Heritage
- Reno - Center for Holocaust, Genocide & Peace Studies Arhivirano 2007-02-19 na Wayback Machine.
- Richmond - Virginia Holocaust Museum
- San Francisco - Holocaust Center of Northern California
- St. Petersburg - The Florida Holocaust Museum
- Washington, D.C. - United States Holocaust Memorial Museum
- Chicago - The Illinois Holocaust Museum & Education Center
- Skokie - Illinois Holocaust Museum & Education Center